# Emil Schmidberger
Emil Schmidberger (geboren am 5. März 1996 in Stuttgart) ist ein deutscher Ruderer und startet seit 2016 für die Stuttgarter Rudergesellschaft von 1899 e.V. bei Deutschen Meisterschaften.
Bei den Deutschen Großbootmeisterschaften 2022 in Münster wurde er wie 2021 zusammen mit Moritz Korthals Deutscher Meister im Doppelzweier, nachdem er 2016 und 2017 mit Florian Roller Meisterschaftszweiter gewesen war. 2018 und 2022 siegte er im Doppelvierer. 2022 war er zudem Vizemeister im Vierer ohne Steuermann.